# Bruno Gonçalves
Bruno Alexandre Rocha Gonçalves (ur. 27 grudnia 1996 w Bradze) – portugalski polityk, sekretarz generalny IUSY, poseł do Parlamentu Europejskiego X kadencji.

## Życiorys
Z wykształcenia magister inżynierii mechanicznej, absolwent Uniwersytetu Minho. Pracował jako analityk w branży IT. Działacz Juventude Socialista, młodzieżówki Partii Socjalistycznej, wszedł w skład jej sekretariatu krajowego. W 2021 objął funkcję sekretarza generalnego Międzynarodowej Unii Młodych Socjalistów. Później został również wiceprzewodniczącym Międzynarodówki Socjalistycznej. W 2024 z ramienia PS uzyskał mandat deputowanego do Europarlamentu X kadencji.